# Paarungszeit
Die Paarungszeit ist eine Zeitspanne innerhalb des Jahres, in der sich bestimmte Tierarten paaren, d. h. den Begattungsakt ausführen. Die Paarungszeiten sind an den Sexualzyklus der weiblichen Tiere gebunden und treten  entweder jährlich einmal (monöstrisch) oder auch mehrmals (polyöstrisch) auf. Bei den Wirbeltieren, die einen Geruchssinn haben, spielt die Freisetzung von Duftstoffen bei der Auslösung der Paarungsbereitschaft eine Rolle. 
Bei verschiedenen Tiergruppen haben sich für die Paarungszeiten spezielle Namen etabliert. So spricht man bei
- Vögeln generell von Balzzeit,
- Entenvögeln von Reihzeit,
- Frettchen, Füchsen, Dachsen und Wölfen von der Ranz,
- Hasen und Kaninchen von der Rammelzeit,
- Paarhufern wie Rehen und anderen Hirscharten, Gämsen und Mufflons (Schalenwild) von Brunft,
- Hausschweinen und Wildschweinen (Schwarzwild) von Rauschzeit oder Rausche,
- Hunden von Läufigkeit oder Hitze,
- Katzen von Läufigkeit oder Rolligkeit oder Raunze,
- Pferden von Rossigkeit,
- Rindern von Bulligkeit oder Rindern.

Das Verhalten von Elefantenbullen, genannt Musth, wird oft als Brunft angesehen, ist aber vermutlich keine, sondern pubertierendes Verhalten.